# 16 East Broad Street
16 East Broad Street (aussi appelé Hayden Building) est un bâtiment situé sur Capitol Square dans le centre-ville de Columbus dans la ville de Columbus, dans l'État américain de l'Ohio. Achevé en 1901, le bâtiment mesure 51 m de haut et comporte 13 étages. Il est resté le plus haut bâtiment de Columbus jusqu'à ce qu'il soit dépassé par son voisin, le 8 East Broad Street, en 1906. Les deux bâtiments ont été conçus dans le style néoclassique par Frank Packard.
De 1927 à 1939, le onzième étage a servi de bureau à la National Football League. Joseph F. Carr, originaire de Columbus, était président de la NFL à l'époque,,,.